# Путовање на мјесто несреће
Путовање на мјесто несреће је играни филм загребачког сценаристе и редитеља Звонимира Берковића снимљен 1971. године.

## Кратак садржај
Јелена је млада урбана жена којој непознати младић Влатко у Загреб доноси вест да јој је супруг страдао у саобраћајној несрећи те да лежи изван животне опасности у сплитској болници. Такође јој саопштава да супруг не жели да га она посети, већ његова љубавница за коју није знала ни да постоји. Сусретљивост бившег супруга Нина неће ублажити Јеленин шок , а посета оцу, бившем политичком моћнику, у старачком дому ће га погоршати. Касније она прихвата Влатково удварање несвесна његове површности и користољубивости...

## Улоге
| Глумац         | Улога     |
| -------------- | --------- |
| Раде Шербеџија | Влатко    |
| Ана Карић      | Јелена    |
| Стево Жигон    | Нино      |
| Емил Кутијаро  | Виктор    |
| Инге Апелт     |           |
| Зденка Хершак  |           |
| Наташа Маричић | Љубавница |
| Вера Орловић   |           |
| Звонимир Рогоз |           |